# Guatemala en los Juegos Olímpicos de Sídney 2000
Guatemala estuvo representada en los Juegos Olímpicos de Sídney 2000 por un total de 15 deportistas, 14 hombres y una mujer, que compitieron en 7 deportes.
El portador de la bandera en la ceremonia de apertura fue tirador Attila Solti. El equipo olímpico guatemalteco no obtuvo ninguna medalla en estos Juegos.